# Jenalas
Jenalas is een bestuurslaag in het regentschap Sragen van de provincie Midden-Java, Indonesië. Jenalas telt 1912 inwoners (volkstelling 2010).